# Poecilosclerida
Поцилосклери (Poecilosclerida) — ряд губок класу звичайні губки (Demospongiae).

## Класифікація
Включає 4 підряди та 26 родин:
- Ряд Poecilosclerida Topsent, 1928 — Поцилосклери
- Підряд Latrunculina Kelly & Samaai
  - Родина Latrunculiidae
- Підряд Microcionina Hajdu, Van Soest & Hooper, 1994
  - Родина Acarnidae Dendy, 1922
  - Родина Microcionidae Carter, 1875
  - Родина Raspailiidae Hentschel, 1923
  - Родина Rhabderemiidae Topsent, 1928
- Підряд Mycalina Hajdu, Van Soest & Hooper, 1994
  - Родина Cladorhizidae Dendy, 1922
  - Родина Desmacellidae Ridley & Dendy, 1886
  - Родина Esperiopsidae Hentschel, 1923
  - Родина Guitarridae Dendy, 1924
  - Родина Hamacanthidae Gray, 1872
  - Родина Isodictyidae Dendy, 1924
  - Родина Merliidae Kirkpatrick, 1908
  - Родина Mycalidae Lundbeck, 1905
  - Родина Podospongiidae de Laubenfels, 1936
  - Родина Sigmaxinellidae
- Підряд Myxillina Hajdu, Van Soest & Hooper, 1994
  - Родина Chondropsidae Carter, 1886
  - Родина Coelosphaeridae Dendy, 1922
  - Родина Crambeidae Lévi, 1963
  - Родина Crellidae Dendy, 1922
  - Родина Dendoricellidae Hentschel, 1923
  - Родина Desmacididae Schmidt, 1870
  - Родина Hymedesmiidae Topsent, 1928
  - Родина Iotrochotidae Dendy, 1922
  - Родина Myxillidae Dendy, 1922
  - Родина Phellodermidae Van Soest & Hajdu, 2002
  - Родина Tedaniidae Ridley & Dendy, 1886